# Onthophagus keiseri
Onthophagus keiseri är en skalbaggsart som beskrevs av Frey 1956. Onthophagus keiseri ingår i släktet Onthophagus och familjen bladhorningar. Inga underarter finns listade i Catalogue of Life.